# XXVI Lliga Professional d'Escala i Corda
La XXVI Lliga Professional d'Escala i Corda (2017) es va presentar dissabte 4 de febrer al Trinquet de Pelayo: el dia d'abans, ValNet anuncià que hi competirien sis equips (dos parelles i quatre trios), cada un amb el patrocini d'un ajuntament: Benidorm (Pere Roc II, Félix i Monrabal), Murla (Genovés II, Dani de Benavites i Carlos del Genovés, Pedreguer-Mas y Mas (Marc de Montserrat, Pere de Pedreguer i Héctor I), València (Santi de Silla, Santi de Finestrat i Nacho de Beniparrell), Vila-real (Soro III i Javi) i Vinalesa (Puchol II i Jesús de Silla).
El nombre de conjunts es va reduir de huit a sis per l'absència de figures com Fageca i Raül, lesionats, o el campió vigent, Miguel de Petrer, que declinà participar per a estudiar l'oposició al cos de bombers, la qual cosa obligà a deixar fora altres pilotaris com Francés, Héctor II o Salva de Massamagrell. Va ser l'última edició que disputà Dani, el qual es retirà només acabar la competició.

## Fase regular
La competició començà la nit de divendres 10 de febrer al trinquet de Vila-real, ple d'escoles de pilota de la rodalia: Soro i Javi varen superar el trio de Murla (Genovés II, Dani i Carlos) 60 per 35. Dos dies més tard, l'equip benidormer guanyà el pedreguer 60 per 25 al trinquet de Benidorm: el trio de Pere Roc, Fèlix i Monrabal, que jugava a casa, eixia favorit i va dominar durant tota la partida amb avantatge sobre Marc, Pere i Héctor, que es varen quedar en 60 per 25. Els dos últims equips en debutar foren Vinalesa i València, que s'enfrontaren dimecres 15 a Guadassuar: Puchol i Jesús jugaren de roig amb Oltra de feridor, però el trio de Santi de Silla, Santi de Finestrat i Nacho anà igualant l'avantatge que prenien els rojos (30 a 20 i 40 per 30) fins a avançar a 40 per 45 després de tres jocs seguits per als blaus; llavors el trio de València es mostrà superior i tancà el marcador 60 per 45.
El segon cap de setmana, dissabte 18 al trinquet de Pedreguer l'equip de Murla va guanyar el pedreguer 60 per 35 sense dificultats: abans, el públic va brindar un llarg aplaudiment a Dani. Al sendemà de matí a Xàbia, l'enfrontament de la parella de Vila-real i el trio de València fon una partida més disputada i un resultat molt ajustat, 60 per 50 a favor de la parella, que va permetre puntuar als dos equips, encara que Soro i Javi es mantenien invictes; alhora, Vinalesa i Benidorm s'enfrontaven al trinquet de Borriana en una partida que acabà amb el mateix comptador, 60 a 50 per a la parella Puchol-Jesús (amb Castells de feridor), però que també permeté puntuar al trio encara que, dels tres, el punter estigué menys encertat.
Al tercer cap de setmana, Puchol i Jesús guanyaren al trio pedreguer 60 per 20 al trinquet de Dénia, la qual cosa deixava a Marc, Pere i Héctor amb poques possibilitats de passar a les semifinals; en canvi, dissabte 25 a Pelayo, Soro i Javi superaven als de Benidorm per 60 a 45, amb la qual cosa el seu lloc en semifinals ja estava assegurat; el mateix dia a Petrer, després d'un dinar popular, un homenatge a l'aficionat José Tortosa, l'ovació a Dani i la presentació de les escoles d'Agost, Castalla i Petrer, el trio de Murla guanyà tres punts en superar el trio València 60 per 30.
Arribat març, els equips de Murla i Benidorm jugaren la nit divendres 3 a Vilamarxant: el trio murler, de roig, eixia favorit després de l'última partida dels benidormers, però els blaus començaren a superar-los a partir del 35 per 25 fins a guanyar-los 60-35, amb la qual cosa la classificació d'ambdós equips depenia de l'últim cap de setmana de la fase regular. Les altres dos partides es disputaren diumenge 5: de matí, Soro i Javi guanyaren de blau front a Puchol i Jesús en només una hora i amb autoritat, 60 per 30, amb la qual cosa es passaven primers per a jugar les semifinals contra els quarts classificats, mentre la parella de Vinalesa empatava per punts amb València però darrere d'ells per mor del reglament. El trio de València perdé unes hores després al trinquet de Bellreguard contra Pedreguer-Masymas, que encara no havia puntuat, però el resultat de 60 per 50 només atorgava dos punts a Marc, Pere i Héctor, la qual cosa els deixava amb poques opcions a falta de jugar contra la parella invicta de Soro i Javi.
L'últim i decisiu cap de setmana començà dissabte 11 a Pelayo amb l'enfrontament entre València i Benidorm: el trio de Pere Roc, blaus, eixí al dau amb el feridor Pedrito a la contra, i en igualar a 25 es classificaren per tanteig. Però encara amb molta vesprada per davant, els mitgers Fèlix i Santi prenien protagonisme i els blaus s'avançaven amb un 45 per 55 i val a favor, però l'equip local no es desunflà i quan igualaren a 55 el públic aplaudia amb entusiasme. Després de deixar escapar dos vals, els blaus perderen 60 a 55 però s'asseguraven el pas a semifinals amb un punt, mentre que l'altre equip hagué d'esperar al resultat de la partida següent. Al sendemà de matí, Vinalesa i Murla es jugaren la qualificació al trinquet d'est últim en una altra partida memorable que també es va resoldre per la mínima, 60 a 55 per al trio de Jose Genovés, Dani i Carlos, encara que n'haurien tingut prou amb fer un punt. Tancada la classificació, el trinquet Tio Pena obrí diumenge 12 per a rebre els equips de Vila-real i Pedreguer en una partida inconcloent que, no obstant això, acabà 60 per 45 a favor de Soro i Javi, els quals es restaren imbatuts.

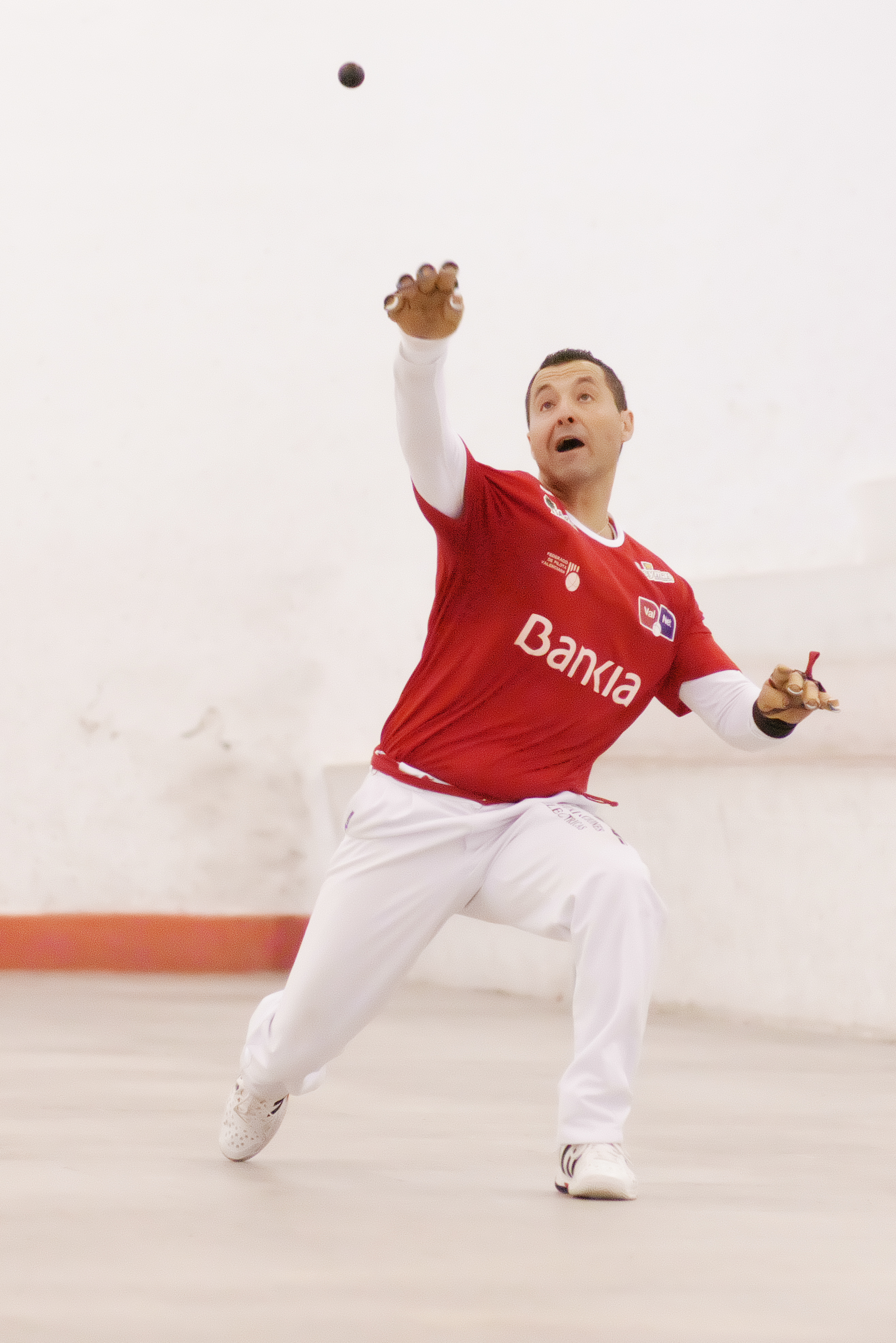
Guadassuar, 26 de març

| Equip     | ·  | P.  | Tanteig | Rest        | Mitger  | Punter    |
| --------- | -- | --- | ------- | ----------- | ------- | --------- |
| Vila-real | 14 | 5/5 | 300-205 | Soro III    | Javi    |           |
| Benidorm  | 08 | 2/5 | 270-240 | Pere Roc II | Fèlix   | Monrabal  |
| Murla     | 08 | 3/5 | 260-250 | Genovés II  | Dani    | Carlos II |
| València  | 07 | 2/5 | 250-280 | Santi II    | Santi I | Nacho     |
| Vinalesa  | 06 | 2/5 | 250-260 | Puchol II   | Jesús   |           |
| Pedreguer | 02 | 1/5 | 185-290 | Marc        | Pere    | Héctor I  |

## Semifinals
El sorteig dels trinquets per a les semifinals se celebrà només passar Falles, dimarts 21 de març, a l'antiga seu de Bancaixa a València: dels escalaters semifinalistes hi acudiren els dos Santis, Nacho, Genovés, Dani, Soro i Javi. Després d'oficialitzar el patrocini de Bankia per a la fase final, el sorteig determinà que els primers classificats (Vila-real) s'enfrontarien als quarts (València) a Pelayo i al Salvador Sagols; i els segons (Benidorm) jugarien contra els tercers (Murla) a Guadassuar i a Pedreguer, amb sengles partides a Vilamarxant si hi haguera un empat. Soro i Javi es mostraren satisfets pels trinquets on jugarien, encara que tant ells com l'equip de València tenien clar que trinquets tan grans afavorien els trios.
La primera semifinal es disputà dissabte 25 a Pelayo: els rojos, Soro i Javi, eixien favorits com a líders invictes de la fase regular, i s'apuntaren els dos primers jocs seguits, però el trio dels Santis i Nacho reaccionà fins a igualar a 35; gràcies al joc dels blaus i als errors dels rojos, el marcador es capgirà a 35 a 45 per al trio, i encara que la parella els igualà a 45 i a 50 i estigué a un quinze d'aplegar a 55, el resultat final fon de 60 a 50 per a l'equip de València, amb la qual cosa es posava a una victòria d'aplegar a les finals. L'altra, l'endemà diumenge 26, enfrontà Murla, de roig, a Benidorm, de blau: la partida mamprengué igualada fins als trenta-cinc tantos, quan el trio de Pere Roc, Fèlix i Monrabal aconseguí traure dos jocs d'avantatge al del Genovés, Dani i Carlos i desmarcar-se fins al resultat final de 60 per 45 a favor de l'equip benidormer.
La segona roda mamprengué divendres 31 a la nit a Vila-real, on el conjunt local (Soro i Javi) va ser molt superior al trio de Santis i Nacho: els feren quatre jocs seguits (35 per 15) i guanyaren 60 per 30, amb la qual cosa el passe a semifinals s'hagué de desempatar la setmana següent a Vilamarxant. En canvi, l'altra semifinal es resolgué l'endemà, dissabte 1 d'abril, a Pedreguer: Pere Roc feu valdre el seu avantatge com a esquerrà per a tornar moltes pilotades, mentre Genovés patia per a tornar els rebots; gràcies a l'actuació del rest benidormer, la partida acabà 60 a 30 per als blaus, que passaren a la final i, de retruc, provocaren que fora l'última partida professional de Dani, el qual s'emocionà en rebre l'ovació del públic.
En l'última semifinal, divendres 7 a Vilamarxant, els rojos (Soro i Javi) feren el primer joc i els blaus (Santi, Santi i Nacho) se n'apuntaren dos seguits (20 per 25), però en reaccionar la parella, la distància es feu més gran (40 per 25), amb dos jocs nets; llavors es jugaren els dos jocs més disputats de la nit, amb quinzes llargs, fins a retallar a 40 per 35; amb un val a favor per a empatar, els blaus perderen els nervis i feren que l'equip de Vila-real tornara a avançar-se 50 per 35; l'última envestida del trio de València els col·locà a 50 per 40, però l'estat de gràcia de Soro i Javi els donà la victòria (60 per 40) i el passe a la final.

## Finals
- Prèvia de la primera partida de la final. Declaracions d'Adrián de Riola, Soro III i Pere Roc II. Colp a Colp.
- Declaracions de Pere Roc per a Colp a Colp, després d'imposar-se a la primera partida de la final.
- Segona partida de la final. Resum i declaracions de Javi i Roberto Monrabal.
- Resum de l'última partida i impressions dels protagonistes.

Una setmana abans de la primera final, Soro III i Pere Roc II s'enfrontaren en segona partida dimecres 12 a Guadassuar: Pere Roc, emparellat amb Héctor, s'apuntà els quatre primers jocs, a la qual cosa Soro i el seu mitger per a l'ocasió, Víctor Bueno, respongueren amb una igualada a 35, a partir de la qual els dos mariners dominaren el joc fins a guanyar 60 per 35.
La primera partida de la final va jugar-se a Sueca, imposant-se l'equip blau per 50-60. L'anècdota de la jornada va ser una pilotada que el mitger roig, Javi, va rebre a l'ull en un dels últims jocs de la partida. A Pelayo, el dia 29, l'equip roig va forçar la partida de desempat en guanyar per 60-50. La partida definitiva es va disputar també a Pelayo el 7 de maig, amb victòria per al trio de Benidorm per 35-60. L'última partida estigué marcada per l'estratègia, amb el trio jugant pilotes llargues per tal que el mitger Javi no participara tant en el joc, tot forçant i cansant a Soro III, que rebia moltes pilotades per l'esquerra i dirigides del pou del trinquet.

### Galeria

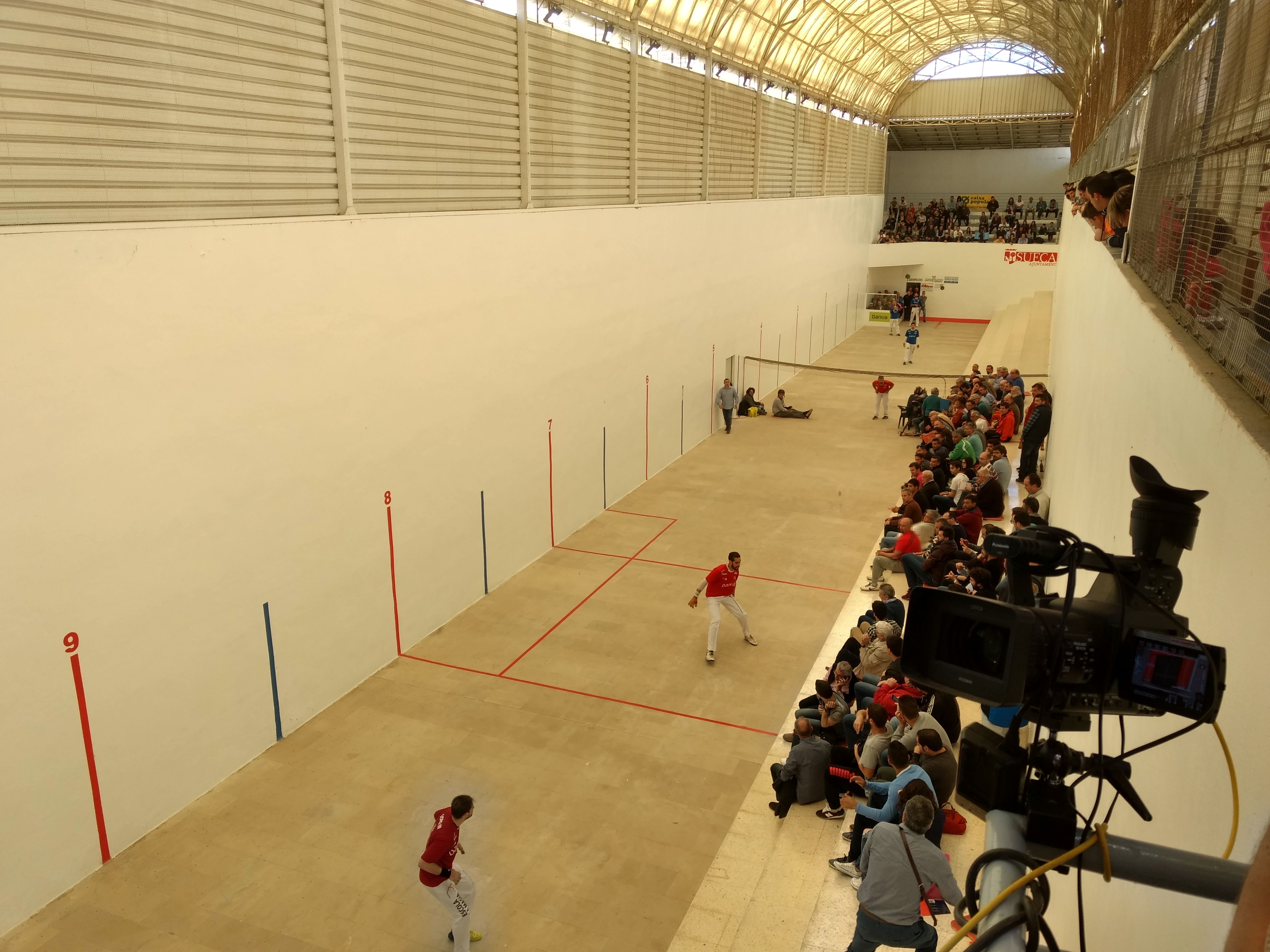
Primera final, 23 d'abril a Sueca
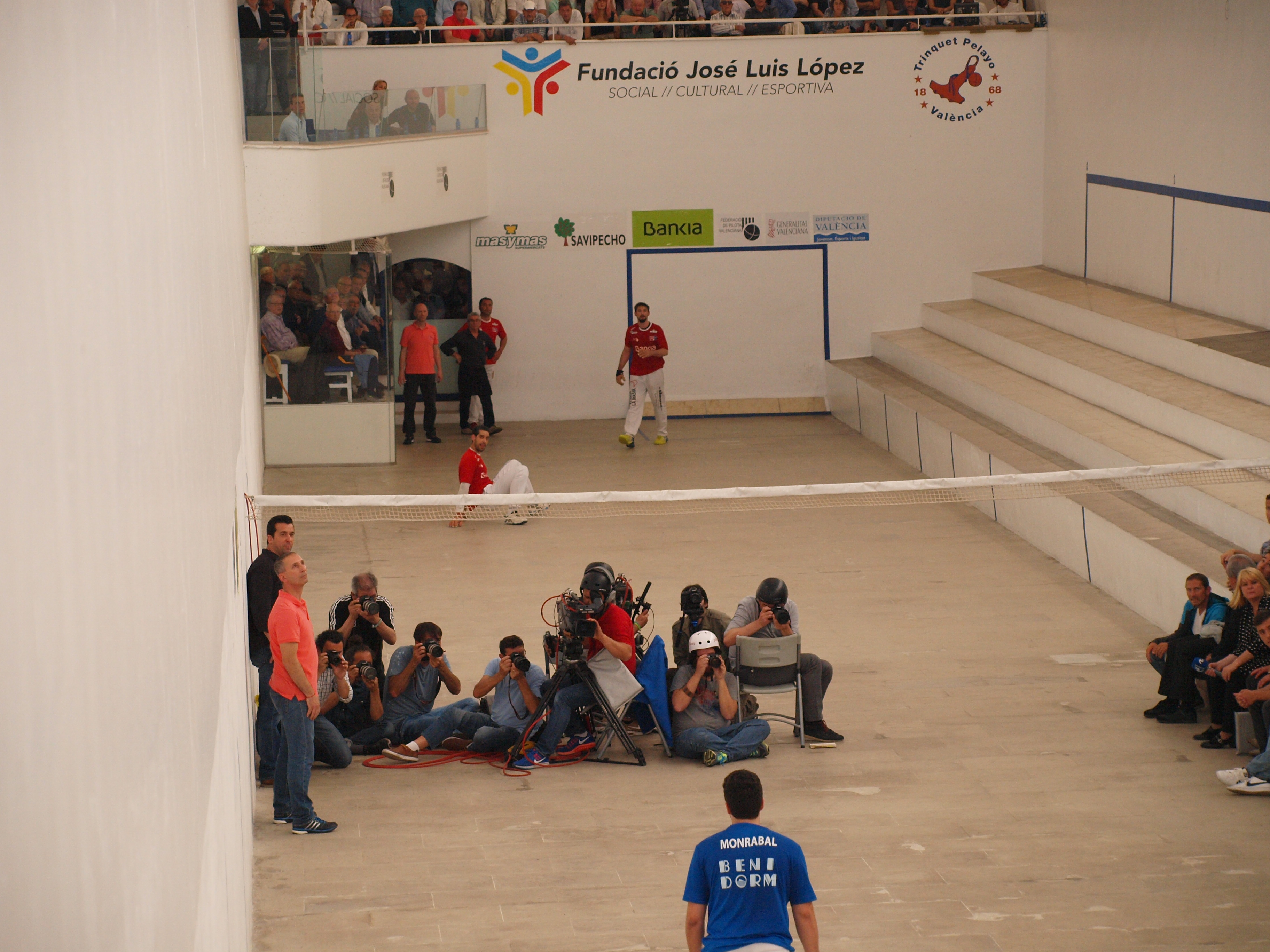
L'últim moment de la tercera final, 7 de maig a Pelayo.
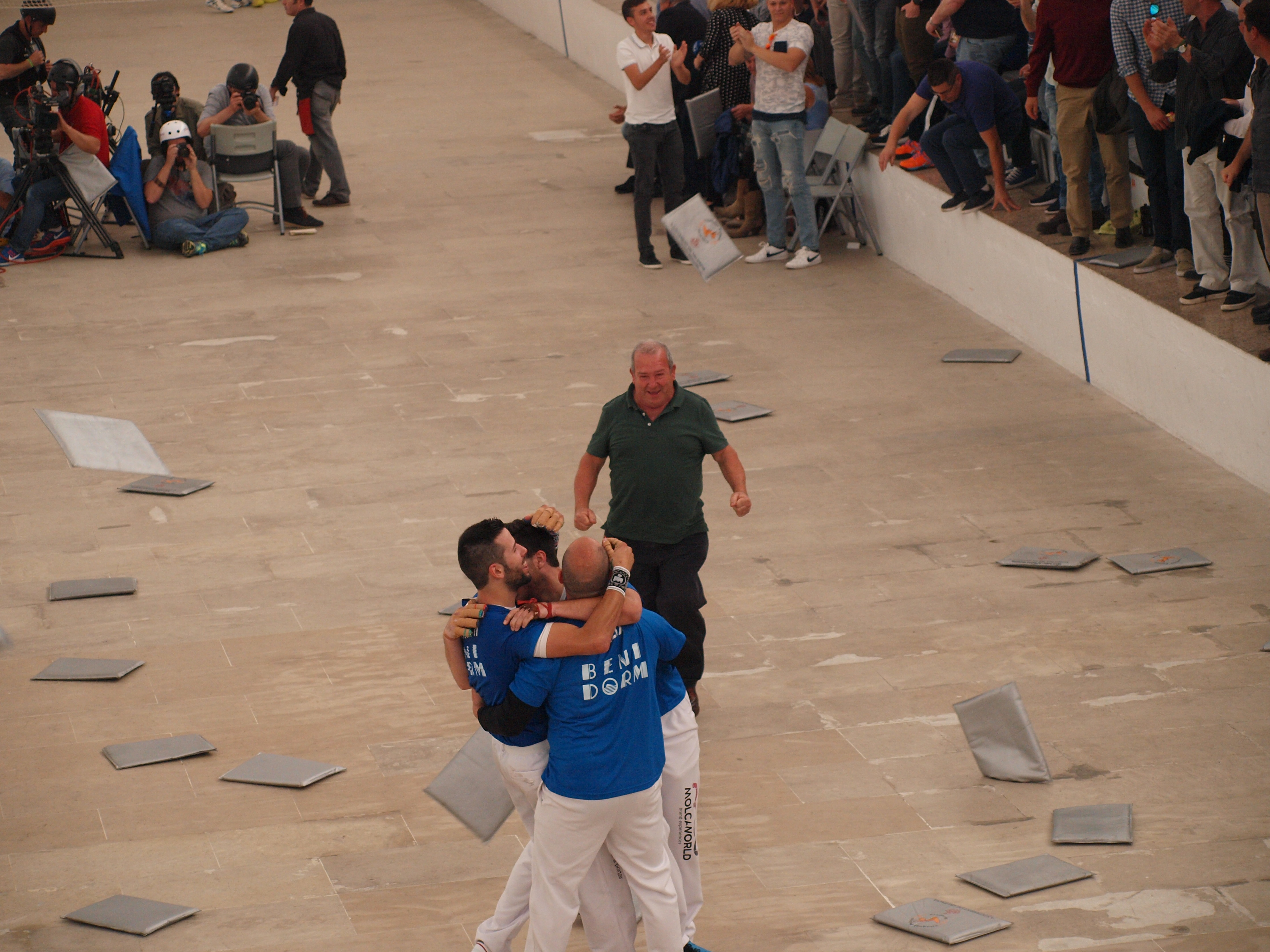
Els campions celebrant-ho en la canxa
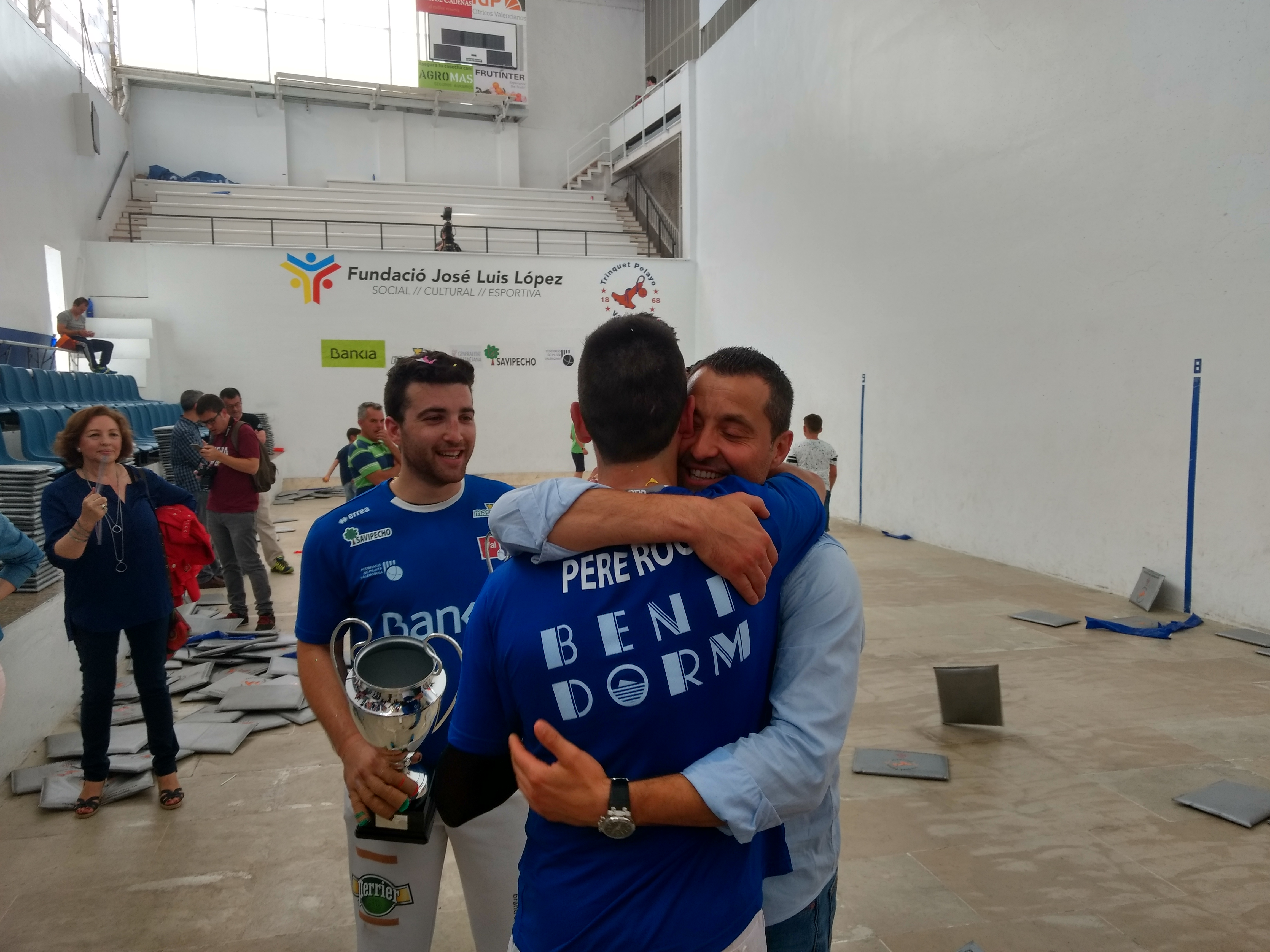
Dani, retirat aquell mateix any, abraça al campió Pere Roc II, contra qui perdé en semifinals